# Metacyclops pectiniatus
Metacyclops pectiniatus – gatunek widłonoga z rodziny Cyclopidae. Nazwa naukowa tego gatunku skorupiaków została opublikowana w 1964 roku przez chińskich zoologów Chia-Jui Shena i Ai-Yun Taia.